# Hypselodelphys scandens
Hypselodelphys scandens är en strimbladsväxtart som beskrevs av Jean Laurent Prosper Louis och Mullend. Hypselodelphys scandens ingår i släktet Hypselodelphys och familjen strimbladsväxter. Inga underarter finns listade.